# Мойоли, Эцио
Эцио Мойоли (итал. Ezio Moioli; 24 февраля 1902, Ольчо, Ломбардия, Королевство Италия — 30 сентября 1981, Монца, Ломбардия) — итальянский художник-портретист.

## Биография
Эцио Мойоли родился в небольшом городке Ольчо в Ломбардии в 1902 году. В возрасте двух лет из-за скарлатины он оглох. Образование получил в Королевском институте для глухонемых, после чего поступил в Академию изящных искусств Брера в Милане на курс к Амброджо Антонио Альчати, которую окончил в 1930 году. Работы Мойли выставлялись на Международной выставке слепых художников в Париже в 1927 году и на Международной выставке изобразительного и прикладного искусства глухих художников 1934 года, организованной Международным художественным центром Музея Рериха.
Мойоли специализировался на портретной живописи, изобразив многих светских и церковных деятелей, среди которых Папа Римский Иоанн XXIII, кардинал Кракова Кароль Войтыла, кардинал Джованни Баттиста Монтини, принц Пьемонта Умберто Савойский с супругой и принцесса Орсини Одескальки. Работы художника выставлены в Общественном музее в Лекко, Национальном институте глухой молодежи в Париже, а также в ряде церквей — Храме Гроба Господня в Иерусалиме, Базилике Сан-Марино, церкви Святого Пия X в Гориции и протоиерейской церкви в Бормио.
2 июня 1970 года художник был удостоен звания кавалер ордена «За заслуги перед Итальянской Республикой», а в 1978 году повышен до командора ордена. Эцио Мойоли умер 30 сентября 1981 года в возрасте 79 лет в больнице Монцы. Одна из улиц его родного города Ольчо после его смерти была названа в его честь.